# Rosendo Sáez de Parayuelo
Rosendo Sáez de Parayuelo y Sáez de Quintanilla (Cillaperlata, 1720 - Madrid, 4 de abril de 1798) fue un noble y alto cargo español del siglo XVIII.

## Biografía
Nacido en Cillaperlata, provincia de Burgos, segundo de los cuatro hijos habidos del matrimonio entre Tomás Sáez de Parayuelo y García y Andrea Sáez de Quintanilla y Alonso. Su padre fue hijodalgo en 1711, procurador en Cortes en 1712 y regidor capitular en 1719.
Su hermano mayor, Tomás Sáez de Parayuelo y Sáez de Quintanilla, Oficial de la Secretaría de Cámara del Real Patronato, también fue nombrado, en 1776, caballero pensionado de la Orden de Carlos III.

## Trayectoria
Durante el reinado de Carlos III ocupó distintos destinos y cargos de responsabilidad, destacando el de ministro del Consejo de Hacienda, así como el de ministro de la Junta General de Comercio, Moneda y Minas, y de la Real del Monte Pío de Oficinas. Fue director general de Rentas hasta su jubilación en 1795. También desempeñó los cargos de superintendente general de las Reales Fábricas de Salitres del Reyno y el de secretario de S.M.
Personaje influyente en la Corte, fue estrecho colaborador entre otros del Marqués de Esquilache y de José de Gálvez y Gallardo, conservándose testimonio de una gran cantidad de disposiciones y documentos suyos de la época.

## Premios
En 1772 fue nombrado caballero pensionado de la Orden de Carlos III.